# Sint Jacob (Löwen)

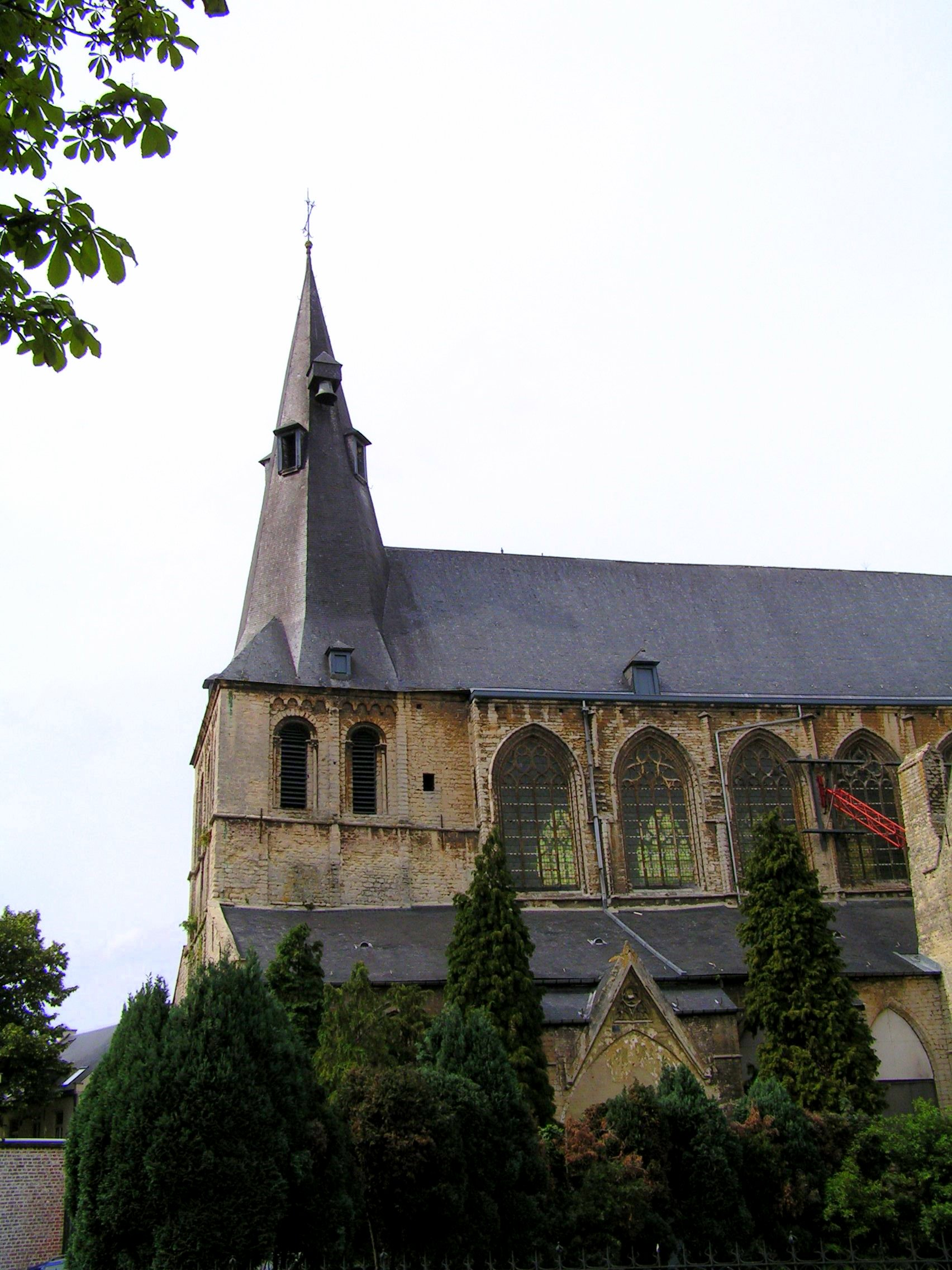
Sint Jacob

Sint Jacob ist eine Kirche in Löwen, Belgien. Sie vereint in ihrer Architektur Elemente der Romanik, der Gotik und des Klassizismus. Die Sint Jacobskirche gilt als eines der sieben Wunder von Löwen, da ihre Glocke nicht im Turm hängt, sondern an dessen Außenwand. Wegen starker Baufälligkeit ist das Innere der Kirche bereits seit 1963 nicht mehr für die Öffentlichkeit zugänglich.

## Geschichte
Sint Jacob wurde im frühen 13. Jahrhundert erbaut und war ursprünglich eine rein romanische Kirche. Der Turm wurde zwischen 1220 und 1230 errichtet. Vermutlich durch einen Blitzeinschlag ging jedoch die romanische Kirche bis auf den Turm verloren. Der Wiederaufbau erfolgte vom 14. bis 16. Jahrhundert im gotischen Stil. Der Chor wurde Ende des 18. Jahrhunderts im klassizistischen Stil umgestaltet. Instabile Bodenverhältnisse haben die Kirche im 20. Jahrhundert in einen sehr schlechten Zustand versetzt. Die Fundamente können den schweren Steinbau nur noch unzureichend tragen und die Wände müssen heute mit Metallgerüsten gestützt werden. Die Messen für die Mitglieder der Sint Jacobspfarrei finden daher in einem nahegelegenen Gebäude in der Goudsbloemstraat statt.

## Architektur
Die Sint Jacobskirche hat eine Länge von 50 Metern und eine Breite von 20 Metern. Der Grundriss umfasst den romanischen Turm an der Westseite, das dreischiffige Langhaus, welches 5 Travéen lang ist, das Querschiff, zwei Seitenkapellen und den Chor. Der Turm der Sint Jacobskirche wurde aus weißem Kalksandstein errichtet und ist mit seinen Lisenen und seinen rundbogenförmigen Schalllöchern ein schönes Beispiel romanischer Baukunst. Am Westgiebel kann man heute noch die Reste einer Rosette und eines Säulenportals erkennen, die jedoch im 14. Jahrhundert zugemauert wurden.
Das Langhaus, das Querschiff und die Seitenkapellen wurde im gotischen Stil erbaut, wobei sich hier aufgrund der langen Bauphase von drei Jahrhunderten frühgotische (Langhaus), hochgotische (Querschiff) und spätgotische (Seitenkapellen) Elemente finden. Das Querschiff wurde zwischen 1457 und 1488 von dem Löwener Stadtbaumeister Matheus de Layens errichtet, der nach seinem Tode auch in Sint Jacob beigesetzt wurde. Die zwei großen Seitenkapellen befinden sich im Winkel zwischen Querschiff und Langhaus, eine an der nördlichen Seite, die andere an der südlichen. Die südliche „Heilig-Kruis-Kapel“ wurde zwischen 1488 und 1490 erbaut, die nördliche Kapelle ist dem Patrozinium des Hubertus von Lüttich unterstellt und ist der einzige gotische Teil des Kirchengebäudes, der aus Backstein errichtet wurde.
Der Chor wurde 1785 aus Backstein im klassizistischen Stil errichtet. Im Inneren ist er mit monumentalen Pilastern ausgestattet. Der Chor der Sint Jacobskirche ist das einzige klassizistische Beispiel sakraler Baukunst in der Löwener Innenstadt.

## Besonderheit
Die auffälligste Besonderheit der Sint Jacobskirche ist die Tatsache, dass eine ihrer Glocken nicht im Turm hängt, sondern außen in einem Glockenerker. Seit 1478 zählt die Kirche daher zu den „Sieben Wundern von Löwen“. Der Legende nach durfte die Glocke nicht in der Glockenstube des Kirchturms aufgehängt werden, da sie angeblich nicht geweiht war. Die Anbringung von Schlagglocken in Glockenerkern ist in Belgien (anders als in Deutschland) wenig gebräuchlich.

## Weiteres
Die Kirche ist namensgebend für den 1827 angelegten benachbarten Sint-Jacobsplein.